# 1892
1892 (MDCCCXCII) je bilo prestopno leto, ki se je po gregorijanskem koledarju začelo na petek, po 12 dni počasnejšem julijanskem koledarju pa na sredo.

## Dogodki
- 15. marec - ustanovljen nogometni klub Liverpool FC
- izoblikovana obrambna zveza med Francijo in Rusijo proti Nemčiji, Avstro-Ogrski in Italiji.
- ustanovljen Petriejev muzej egipčanske arheologije, London

## Rojstva
- 7. maj - Josip Broz Tito, predsednik SFRJ († 1980)
- 13. april - sir Robert Alexander Watson-Watt, škotski fizik († 1973)
- 8. maj - Stanislaw Sosabowski, poljski general († 1967)
- 9. maj - Danilo Lokar, slovenski pisatelj († 1989)
- 21. junij - Reinhold Niebuhr, ameriški protestantski teolog († 1971)
- 15. julij - Walter Benjamin, nemški književni kritik, filozof judovskega rodu († 1940)
- 22. julij - Hajle Selasije I., etiopski neguš negasti († 1975)
- 29. avgust - Alexandre Koyré, francosko-ruski filozof in zgodovinar († 1964)
- 18. oktober – Ernest Svetec, madžarsko-slovenski komunistični propagandist, revolucionar in izobraženec († 1925)
- 31. oktober - Aleksander Aleksandrovič Aljehin, ruski šahist, († 1946)
- 9. november - Erich Auerbach, nemški filolog († 1957)
- 22. december - Herman Potočnik, slovenski raketni inženir, vizionar († 1929)

## Smrti
- 2. januar - George Biddell Airy, angleški astronom, matematik (* 1801)
- 21. januar - John Couch Adams, angleški astronom, matematik (* 1819)
- 11. februar - James Augustus Grant, škotski častnik, raziskovalec (* 1827)
- 21. marec - Annibale de Gasparis, italijanski astronom (* 1819)
- 14. maj - Ivan Kaus, primorski slovenski rimskokatoliški duhovnik v Slovenski krajini na Madžarskem (* 1845)
- 12. oktober - Ernest Renan, francoski filozof (* 1823)